# Manuel Amador Guerrero
Manuel Amador Guerrero (Turbaco, 30 giugno 1833 – 2 maggio 1909) è stato un politico panamense, primo Presidente di Panama.

## Biografia
È stato il primo Presidente di Panama. Nato nell'attuale Colombia, si recò a Panama nel 1855 per lavorare. Giocò un ruolo importante ai fini dell'indipendenza del Paese, avvenuta nel 1903 e poi venne eletto Presidente dall'Assemblea Costituente. Amador era rappresentante del Partito Conservatore. Rimase in carica fino al 1908 e morì nel 1909. A lui è dedicata un'onorificenza importante, quella dell'Ordine di Manuel Amador Guerrero.